# 블루 리플렉션
《블루 리플렉션》(BLUE REFLECTION 幻に舞う少女の剣, BLUE REFLECTION)은 거스트사가 개발한 롤플레잉 비디오 게임이다. 2017년 3월 일본에서 코에이 테크모에 의해 플레이스테이션 4, 플레이스테이션 비타용으로 배급되었으며, 북아메리카와 유럽에서는 플레이스테이션 4와 마이크로소프트 윈도우용으로 2017년 9월 출시되었다.
이 게임은 거스트의 Beautiful Girls Festival 프로젝트에 속하며, 이 프로젝트에는 《피리스의 아틀리에: 신비한 여행의 연금술사》와 《밤이 없는 나라 2》도 포함되어 있다.

## 게임플레이
《블루 리플렉션》은 하루 주기를 따르는 롤플레잉 게임이다. 아침에 플레이어 캐릭터는 등교하며 도중에 다른 학생들을 만난다. 학교에서 여러 씬이 등장하며 그 씬들 중 일부는 플레이어 캐릭터의 학우들로부터의 질문이 수반되며 이는 플레이어의 답변에 따라 플레이어 캐릭터로의 관계에 영향을 미친다. 즉, 캐릭터들과 관계가 가까워지면 전투 중에 추가적인 지원 혜택을 받을 수 있으며 일련의 스토리 가운데 플레이어에 대한 태도에 영향을 준다. 또, 플레이어는 게임 내 모바일 앱을 통해 메시지를 전달함으로써 캐릭터들과 소통할 수 있으며 이를 통해 플레이어가 캐릭터 프로필을 보고 미니게임을 즐길 수 있게 한다. 하교 시에 플레이어는 자유로이 이동하는 것이 허용된다. 즉, 다양한 활동 중 하나를 선택할 수 있으며, 여기에는 학우와 시간을 보내고 아이템을 만드는 것이 포함된다. 플레이어가 그 날 일을 마친 뒤에 캐릭터는 집으로 돌아오며 잠에 들며 하루가 끝나게 된다.

## 시놉시스
블루 리플렉션은 현대 일본의 어느 여름 날 호시노미야 여고를 배경으로 한다.

## 평가
| 평가 |        |
| --- | ------ |
| 통합 점수 통합사 점수 메타크리틱 66/100 [ 6 ] 평론 점수 평론사 점수 패미츠 32/40 [ 7 ] IGN Japan 7.4/10 [ 8 ] |        |
| 통합 점수 |        |
| 통합사 | 점수   |
| 메타크리틱 | 66/100 |
| 평론 점수 |        |
| 평론사 | 점수   |
| 패미츠 | 32/40  |
| IGN Japan | 7.4/10 |